# Anthony Eden
Robert Anthony Eden, grof avonski , KG, MC, PC, britanski politik, * 12. junij 1897, † 14. januar 1977.
Robert Anthony Eden je bil britanski konservativni politik, ki je tri leta služil kot zunanji minister in nato s kratkim mandatom za predsednika vlade Združenega kraljestva od leta 1955 do leta 1957.